# Acroforms
Acroforms (también conocido como Acrobat forms) es un mecanismo para añadir formularios al formato de archivo PDF.
Acroforms permite usar objetos (cajas de texto, radiobuttons, etc.) y algo de código JavaScript. Mantiene los valores de los campos en archivos externos, en los que se almacena el par clave-valor. El archivo externo puede usar diferentes formatos como ASCII, FDF o archivos XFDF.
Fue introducido en la versión 1.2 del formato PDF. En la versión 1.5, Adobe añadió el formato propietario para formularios XFA. Ambos formatos coexisten en la actualidad.